# Territorio antartico cileno
Il Territorio Antartico Cileno (in spagnolo Territorio Chileno Antártico o Antártica Chilena) è il nome che il Cile dà a un settore di Antartide compreso tra i meridiani 53° O e 90° O e a sud del parallelo 60°. La zona è rivendicata dal Cile come parte integrante del proprio territorio e si sovrappone parzialmente alle pretese argentine (Antártida Argentina), comprese tra i meridiani 53° e 74° O e a quelle del Regno Unito (Territorio antartico britannico), comprendente l'area tra i meridiani 53° e 80° O.
Le pretese cilene, che si basano principalmente su ragioni storiche e geografiche, sono sospese ai sensi del trattato antartico del 1959 e non sono riconosciute da nessun altra potenza in quanto si sovrappongono in buona parte sul Territorio antartico britannico.

## Geografia
Il territorio rivendicato dal Cile comprende dunque le Isole Shetland Meridionali, la penisola Antartica (chiamata dai cileni Tierra de O'Higgins) e le isole adiacenti. Incluse, tra le altre, l'isola Alessandro I, l'isola Charcot, parte della Terra di Ellsworth per una superficie complessiva di circa 1.250.000 km², equivalente a più del 60% della superficie cilena complessiva. I confini del settore sono stabiliti dal decreto Nº 1.747 del 1940 del ministero degli interni cileno che recita:

Bandiera della regione cilena Magellane e Antartide

Con l'eccezione di una stretta fascia costiera, l'intero territorio è ricoperto da uno strato di ghiaccio e neve la cui altezza può raggiungere, nelle parti più distanti dal mare, anche i 1.200 metri. La penisola Antartica è attraversata da una catena montuosa che rappresenta la naturale prosecuzione della catena delle Ande. All'interno della regione possiamo trovare il monte più alto di tutto il continente: il massiccio Vinson che raggiunge i 4.897 metri di altezza.
Amministrativamente forma la Comuna Antartica della provincia Antartica Cilena, nella regione di Magellano e dell'Antartide Cilena).

### Clima
Le temperature delle zone costiere più settentrionali, come la parte nord della Penisola antartica e le isole Shetland meridionali, hanno un clima di tipo subpolare o della tundra: la temperatura media del mese più caldo non supera gli 0 °C, per cui il terreno risulta essere sempre ghiacciato (permafrost). Il resto del territorio ha invece un clima polare.
Le precipitazioni sul territorio sono relativamente scarse e vanno diradandosi mano mano che ci si avvicina al Polo dove domina il deserto polare.

## Storia

### Epoca coloniale
Spagna e Portogallo (le due superpotenze dell'epoca) firmarono, nel 1494 il trattato di Tordesillas per spartirsi i territori del nuovo mondo. In base all'accordo, successivamente avallato dalla bolla pontificia Inter Caetera di papa Alessandro VI, i territori, da polo a polo a ovest del meridiano 46°37'O erano assegnati alla Spagna.
Durante gli anni di dominio coloniale la madrepatria incita il governo locale all'esplorazione dei territori, in particolare alla ricerca della Terra Australis. Verso la fine del XVI secolo iniziano i primi avvistamenti di terre a latitudine inferiore di 60°S. Si tratta di localizzazioni sporadiche (probabilmente si trattava delle Isole Shetland Meridionali), spesso senza neppure uno sbarco, ma contribuirono a far salire l'interesse del mondo per il Polo.

### XIX secolo
Al momento dell'indipendenza del Cile il territorio del paese venne determinato in base allo uti possidetis. Durante questo secolo l'interesse del mondo per l'Antartide si fa sempre più massiccio: le maggiori potenze dell'epoca organizzano spedizioni. Il Cile inizia a rivendicare ufficialmente il territorio antartico per la prima volta nel 1831 con una lettera di Bernardo O'Higgins alla marina britannica:
Nel 1856 Cile e Argentina si accordano per definire ufficialmente le rispettive zone di influenza in Antartide
Con la fine del secolo la città cilena di Punta Arenas nella provincia di Magellanes acquista di importanza come base sia per le spedizioni scientifiche che per le navi baleniere che operano in acque antartiche. Nel 1894 il governatore della provincia riceve ordine di incentivare l'esplorazione delle risorse marine a sud del parallelo 54°S.

### XX secolo
Il nuovo secolo porta numerosi esploratori in Antartide, alcuni dei quali, come la spedizione di Robert Scott del 1900 chiedono preventiva autorizzazione al governo cileno. Con la costruzione della prima base nel territorio antartico (un osservatorio meteorologico argentino nel 1902), il Cile costituisce sull'isola Deception (Isole Shetland meridionali) la Sociedad Ballenera de Magallanes. Questa installazione suscita le proteste argentine che chiede una conferenza per definire con più precisione le zone di influenza sulla regione.
Il 18 luglio 1908 il Regno Unito reclama ufficialmente la sovranità sui territori compresi tra i meridiani 20° e 80° O e a sud del parallelo 50°S.

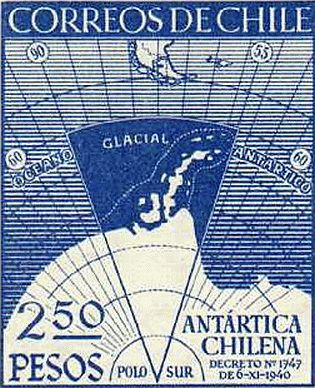
Francobollo commemorativo della dichiarazione di sovranità cilena sul territorio antartico.

## Sovranità

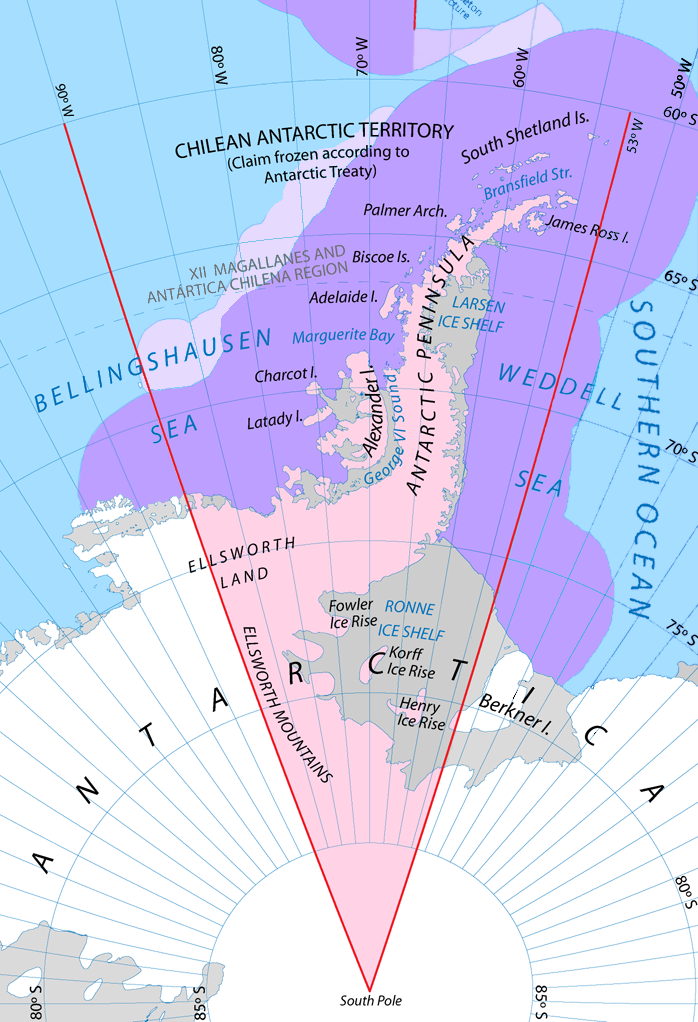
Il Cile Antartico, le sue acque territoriali e le piattaforme continentali circostanti.

Il 14 febbraio 1939 la Norvegia dichiara di reclamare i territori antartici compresi tra i meridiani 0° e 20° O. Questo atto inquieta La Moneda e spinge il presidente Pedro Aguirre Cerda a definire legislativamente il territorio antartico nazionale.
Il 7 settembre del 1939 vengono stabiliti i limiti del territorio antartico cileno per essere poi ufficializzati con il decreto 1.747 del 6 novembre 1940. Fondando le sue pretese sul trattato di Tordesillas il Cile rinuncia volontariamente a un terzo del territorio in favore dell'Argentina (area compresa tra 53°O e 37° 7'O).
Alla fine del 1940 Cile e Argentina riconoscono congiuntamente:
Nel gennaio 1942 l'Argentina rivendica il territorio compreso tra 25°O e 68° 24' (punta Dungeness). Il 2 settembre 1946 con il decreto N° 8.944 sono stabiliti i meridiani 25°O e 74°O come nuovi limiti per l'Antártida Argentina. Finalmente il decreto legge N° 2.129 del 28 febbraio 1957 stabilisce definitivamente i limiti delle rivendicazioni argentine: i meridiani 25° e 74°O e il parallelo 60°S. Tale rivendicazione si sovrappone parzialmente con l'Antártica Chilena.
Dopo la seconda guerra mondiale il Cile inizia a esercitare atti più incisivi per rivendicare la sovranità sul territorio antartico: nel 1947 viene inaugurata la base Soberanía (l'attuale Arturo Prat). Nell'anno seguente il presidente cileno Gabriel González Videla inaugura la base O'Higgins: si tratta della prima visita ufficiale di un capo di Stato in carica nel continente antartico.
Cile e Argentina firmano il 14 marzo 1948 un trattato di mutua protezione e difesa giuridica per i rispettivi diritti territoriali compresi tra i meridiani 25° e 90° di longitudine ovest: alcuni commentatori iniziano a definire il territorio come Antártida Sudamericana (Antartide sudamericano).
Nel 1953 il rappresentante dell'India presso le Nazioni Unite presenta una bozza di trattato per l'internazionalizzazione dell'Antartide. Per evitare una simile ipotesi l'ambasciatore cileno a Nuova Delhi invitò una nota di protesta al primo ministro Jawaharlal Nehru.
Nel 1958 il presidente degli Stati Uniti Dwight D. Eisenhower invitò il Cile alla conferenza per l'Anno geofisico internazionale con la speranza di risolvere l'impasse in Antartide.
Il 1º dicembre 1959 il Cile firma finalmente il Trattato antartico che stabilisce:
- l'utilizzo del territorio antartico a scopo esclusivamente pacifico vietando nel contempo installazioni militari.
- l'incentivazione di una vasta ricerca internazionale sul territorio.
- il congelamento delle rivendicazioni territoriali e di mantenere lo status quo per tutta la durata del trattato.

Attualmente il governo cileno conferma le proprie pretese sull'area, senza però disconoscere il trattato.

## Popolazione
La Comuna Antártica, secondo il censimento del 2002 ha una popolazione di 130 abitanti distribuiti tra le diverse basi cilene presenti nell'area. 44 civili e 86 militari, principalmente membri delle forze aeree cilene e le loro famiglie, sono concentrati nell'unico insediamento civile del continente Villa Las Estrellas nei pressi della base presidente Eduardo Frei Montalva, nell'Isola di re Giorgio. Il villaggio, inaugurato il 9 aprile 1984 ha una pista di atterraggio, una banca, un supermercato, un ospedale, una scuola con asilo, e ripetitori per la televisione e la telefonia mobile.
Nel 1984 nacque a Villa Las Estrellas il primo cileno venuto al mondo in Antartide: Juan Pablo Camacho Martino. Sino a oggi solo tre bambini sono nati nel territorio antartico cileno.
Negli ultimi anni il turismo ha avuto un aumento esponenziale: crociere e aeroplani partono regolarmente da Punta Arenas o da Ushuaia.

### Basi
Il Territorio antartico cileno possiede le migliori caratteristiche geografiche per l'installazione di basi abitate: in particolare la Penisola Antartica allungandosi sino a una latitudine relativamente bassa consente di raggiungere il territorio in modo relativamente semplice, anche via nave, durante tutto l'anno.
Esistono 18 basi permanenti (di cui 5 cilene) operative durante tutto l'anno e altre 18 (10 cilene) abitate solo durante l'estate australe (dicembre - marzo).
Il maggiore centro abitato è localizzato sull'Isola di re Giorgio ed è formato dalla base presidente Eduardo Frei Montalva (inaugurata nel 1980), dal Centro Meteorológico Presidente Frei (1969), da Villa Las Estrellas, con popolazione civile. Questo agglomerato è anche un importante punto di appoggio logistico per le altre basi installate sull'Isola. L'Istituto antartico cileno, dipendente dal Ministero degli affari esteri, inaugurò sulla stessa isola la base professor Julio Escudero, il principale centro scientifico del Cile.
Nel luglio 2003 Cile e Argentina iniziano la costruzione del rifugio Abrazo de Maipú a metà strada tra la base O'Higgins, cilena e la base Esperanza argentina.